# Satoshi Tsunami
Satoshi Tsunami (jap. 都並 敏史, Tsunami Satoshi; * 14. August 1961 in Setagaya) ist ein ehemaliger japanischer Fußballspieler und heutiger Fußballtrainer.

## Karriere

### Spieler

#### Verein
Von 1980 bis 1995 spielte er für Verdy Kawasaki. Mit dem Verein feierte er sieben Meisterschaften. Dreimal wurde er Pokalsieger und Ligapokalsieger. Die Saison 1996 und 1997 spielte er beim Ligakonkurrenten Avispa Fukuoka. Seine letzten beiden Spielzeiten stand er bei Bellmare Hiratsuka unter Vertrag. Am 1. Januar 1999 beendete er seine Karriere als Fußballspieler.

#### Nationalmannschaft
1980 debütierte Tsunami für die japanische Fußballnationalmannschaft. Tsunami bestritt 78 Länderspiele und erzielte dabei zwei Tore. Mit der japanischen Nationalmannschaft qualifizierte er sich für die Asienmeisterschaft 1992. Insgesamt bestritt er 78 Länderspiele.

### Trainer
Am 1. Februar 2004 begann er seine Trainerkarriere als Jugendtrainer bei der U18-Mannschaft von Tokyo Verdy. Nach einer Saison wechselte er Anfang 2005 als Cheftrainer zum Zweitligisten Vegalta Sendai. Bei dem Verein aus Sendai stand er eine Saison an der Seitenlinie. 2006 kehrte er eine Saison als Jugendtrainer zu Tokyo Verdy zurück. 2007 nahm ihn der Zweitligist Cerezo Osaka als Trainer unter Vertrag. Im Mai 2007 wurde er in Osaka entlassen. Der Zweitligist Yokohama FC nahm ihn Anfang 2008 für ein Jahr unter Vertrag. Im Februar 2014 übernahm er das Amt des Technischer Direktors beim Urayasu SC. Das Amt hatte er bis Januar 2019 inne. Anschließend wurde er bei Urayasu zum Cheftrainer ernannt.

## Titel

### Spieler

#### Verein
- Japanischer Meister: 1983, 1984, 1986/87, 1990/91, 1991/92, 1993, 1994
- Japanischer Pokalsieger: 1984, 1986, 1987
- Japanischer Ligapokalsieger: 1992, 1993, 1994

#### Nationalmannschaft
- Asienmeisterschaft: 1992

## Auszeichnungen

### Spieler
- Japan Soccer League Best Eleven: 1982, 1983, 1984